# Marcus Ayrer
Marcus Ayrer (auch Marx Ayrer; * um 1455; † nach 1506) war ein deutscher Buchdrucker.

## Leben und Wirken
Der Vater Heinrich Ayrer war Salzhändler in Nürnberg. Marx Ayrer war seit 1477 an der Universität Ingolstadt immatrikuliert und erwarb dort den Grad des Bakkalaureus 1480. Etwa 1483 gründete er eine kleine Druckerei in Nürnberg. 1490 und 1491 druckte er in Regensburg, 1492/93 in Bamberg, 1496/97 in Ingolstadt und 1498 in Erfurt. Von 1502 bis 1506 sind Schriften von ihm in Frankfurt/Oder erschienen, diese waren die ältesten nach Martun Tretter. Danach gibt es keine Nachrichten mehr über sein Leben.
Marx Ayrer druckte in Nürnberg vor allem deutsche Volksbüchlein, später auch lateinische Werke von Klassikern und religiöse Schriften.